# Elsie Knocker
Elsie Knocker, senare Baroness de T'Serclaes, född 29 juni 1884 i Exeter, död 26 april 1978, var en skotsk sjuksköterska som deltog i första världskriget. Tillsammans med Mairi Chisholm belönades hon för att ha räddat tusentals soldaters liv på västfronten i Belgien. De två kvinnorna omnämndes som The Madonnas of Pervyse av pressen och var bland de mest fotograferade kvinnorna under kriget. Omnämnandet i pressen som The Madonnas of Pervyse kommer av att de under första världskriget var verksamma i Pervyse som låg nära fronten.

## Priser och utmärkelser
| Brittiska Johanniterorden |
| Leopold II:s orden        |